# Рекурсоландия

Рекурсоландия на карте штата.

Рекурсоландия (порт. Recursolândia) — муниципалитет в Бразилии, входит в штат Токантинс. Составная часть мезорегиона Восточный Токантинс. Входит в экономико-статистический микрорегион Жалапан. Население составляет  3 768 человек на 2010 год. Занимает площадь 2 216,663 км². Плотность населения — 1,70 чел./км².

## Демография
Согласно сведениям, собранным в ходе переписи 2010 г. Национальным институтом географии и статистики (IBGE), население муниципалитета составляет:
| Полное население                               | Полное население                               | Полное население                               | Полное население                               | 3 768 |
| ---------------------------------------------- | ---------------------------------------------- | ---------------------------------------------- | ---------------------------------------------- | ----- |
| в том числе:                                   | Городское население                            | 1 990                                          | Процент городского населения, %                | 52,81 |
|                                                | Сельское население                             | 1 778                                          | Процент сельского населения, %                 | 47,19 |
|                                                | Мужское население                              | 2 008                                          | Процент мужского населения, %                  | 53,29 |
|                                                | Женское население                              | 1 760                                          | Процент женского населения, %                  | 46,71 |
| Плотность населения, чел/км²                   | Плотность населения, чел/км²                   | Плотность населения, чел/км²                   | Плотность населения, чел/км²                   | 1,70  |
| Население муниципалитета в % к населению штата | Население муниципалитета в % к населению штата | Население муниципалитета в % к населению штата | Население муниципалитета в % к населению штата | 0,27  |

По данным оценки 2016 года население муниципалитета составляет 4 132 жителя.

## Статистика
- Валовой внутренний продукт на 2003 составляет 5.804.586,00 реалов (данные: Бразильский институт географии и статистики).
- Валовой внутренний продукт на душу населения на 2003 составляет 1.635,56 реалов (данные: Бразильский институт географии и статистики).
- Индекс развития человеческого потенциала на 2000 составляет 0,567 (данные: Программа развития ООН).

## Важнейшие населенные пункты
| № | Населённый пункт | Населённый пункт (порт.) | Категория | Население чел. (2010) | На карте                       |
| - | ---------------- | ------------------------ | --------- | --------------------- | ------------------------------ |
| 1 | Рекурсоландия    | Recursolândia            | город     | 1 990                 | 8°44′12″ ю. ш. 47°14′30″ з. д. |
| 2 | Барра-Манса      | Barra Mansa              | поселок   | 219                   | 8°41′43″ ю. ш. 47°05′39″ з. д. |
| 3 | Риашинью         | Riachinho                | поселок   | 105                   | 8°40′51″ ю. ш. 47°00′14″ з. д. |